# Наль и Дамаянти (опера)
«Наль и Дамаянти» — опера в 3 действиях, 6 картинах Антона Аренского, поставленная в 1904 году по одноимённой повести Василия Жуковского, в основе которой —  история древнеиндийского царя и его верной супруги (эпизод из «Махабхараты»).

## История
В Москве в Большом театре 9 января 1904 года состоялась первая постановка оперы «Наль и Дамаянти». Либретто Модеста Чайковского по мотивам одноимённой повести В. Жуковского. Музыка Антона Аренского. Опера исполнялась 7 раз. В последний раз она была показана 29 декабря 1905 года. 25 января 1908 года опера была поставлена в Мариинском театре в Петербурге.
В опере «Наль и Дамаянти» был задействован артист балета Василий Федорович Гельцер, у которого была мимическая партия — роль немого индийского факира. Есть сведения, что роль царя Бимы, отца Дамаянти, кроме с С. Трезвинского исполнял также В. Петров.
Автора оперы критиковали за выбор для неё сюжета, далёкого от русской действительности. В 1887 году П. Чайковский говорил Аренскому, что мир образов его оперы далёк от современности.

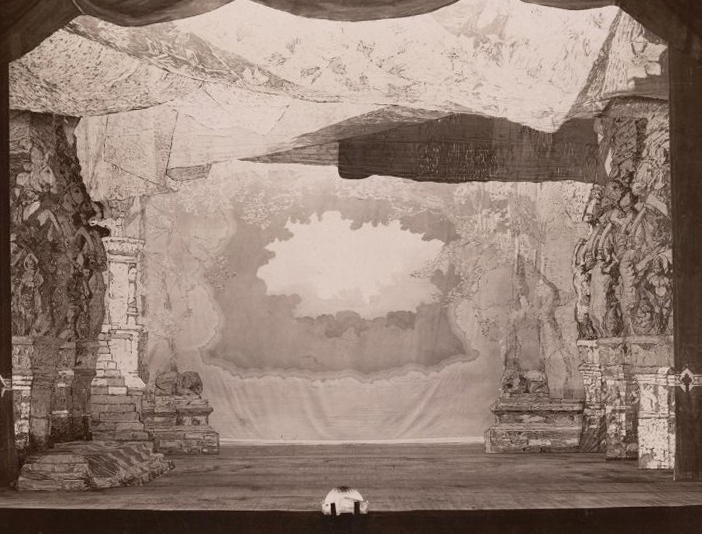
Декорации

Музыке оперы присущи черты лирического драматизма. Образ Дамаянти схож с поэтическими девичьими образами Чайковского. Лучшими моментами оперы критики называют хор подруг Дамаянти, молитву, сон девушки, колыбельную Дамаянти, сцену Наля и Дамаянти в лесу.

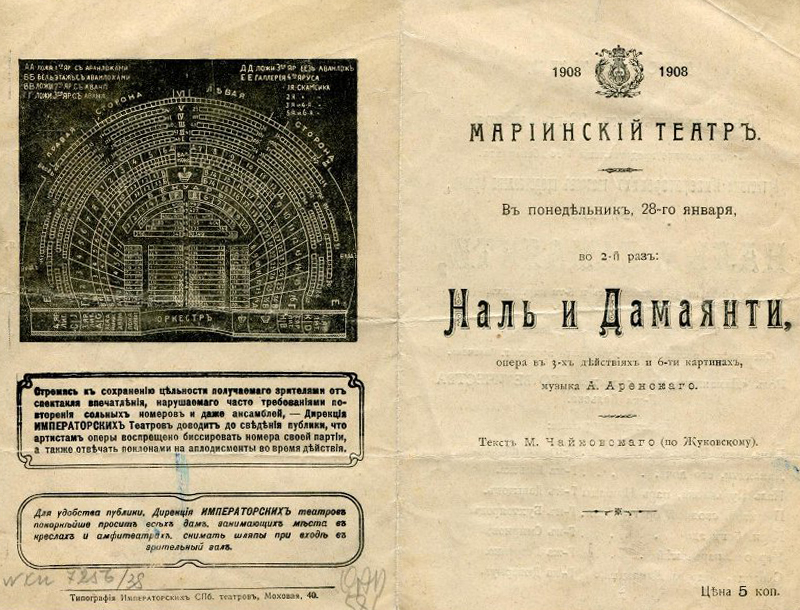
Программа оперы «Наль и Дамаянти»

## Действующие лица
- Бима, царь Видарбы — С. Трезвинский (бас)
- Дамаянти, его дочь — Н. Салина (сопрано)
- Наль Пуньялока, царь Нишады — Д. Южин (тенор)
- Пушкара, сводный брат Наля — М. Горяинов (бас)
- Бог ада Кали — А. Герасименко (баритон)
- Царь змей Керкота — А. Маклецкая[3] (меццо-сопрано)
- Сунанда, подруга Дамаянти — Л. Николаева (меццо-сопрано)
- Брамин — И. Комаровский (бас)
- Вестник — А. Стрижевский[4]

## Либретто
Возле дворца царя Бимы раскинулись роскошные сады. Под их сенью его дочь Дамаянти играет вместе со своими подругами. Постепенно она становится всё более задумчивой. Ее отец говорит дочери, что завтра ей нужно будет выбрать жениха среди царей и князей. Дамаянти отвечает, что она видела сон, в котором золотой гусь предсказал ей жизнь с Налем, и с тех пор Дамаянти полюбила Наля. Отец говорит Дамаянти, что нужно смириться с волей богов. Внезапно появляется Наль, который выступает послом богов, он сообщает, что среди потенциальных женихов Дамаянти есть и четыре бессмертных бога. Дамаянти говорит, что выберет Наля. Наль тоже влюблен в Дамаянти, и он очень рад такому известию.
В чертогах царя Бима происходит шествие женихов со свитой. Царь Бима говорит, что у Дамаянти свободна в выборе жениха. Отец  невесты берет с женихов клятву, что они примут выбор Дамаянти. Девушка в отчаянии, потому что не видит среди женихов Наля. Неожиданно появляются пять новых женихов, среди которых четыре бога, принявших вид Наля, и сам Наль. Дамаянти просит богов не скрывать ее возлюбленного. Тогда у четырех богов загорается звезда на челе, и люди склоняются перед ними. Боги исчезают, а Дамаянти говорит, что выбрала жениха — и это Наль. Жених с невестой, а также их гости уходят, и тут из-под земли появляется бог ада Кали. Он тоже намеревался быть одним из женихов, но опоздал, и грозится отомстить Налю.
Мысли Кали поглощены будущей местью. Его верный слуга Пушкара сообщает, что Наль забыл совершить омовение и за это на него разгневались добрые боги. Кали радуется этому. Дамаянти идёт в храм, за ней следуют Наль, Пушкара и Кали, который принял образ странствующего факира. Кали задерживает у входа в храм Наля и предлагает ему чашу вина. Хмельной напиток затуманил ум Наля, и он забыл о жертвоприношении. Наль устраивает пир и приглашает танцовщиц. Пушкара достаёт кости и затевает игру, которую запретил Наль, потому что является очень азартным. Постепенно Наль проигрывает Пушкаре всё своё царство. Пушкара предлагает Налю сыграть еще и на Дамаянти, но тот отказывается. Пушкара изгоняет своего брата из царства, а Дамаянти, сказав, что разделит со своим мужем все невзгоды, уходит вместе с ним. Люди в ужасе от происходящего.

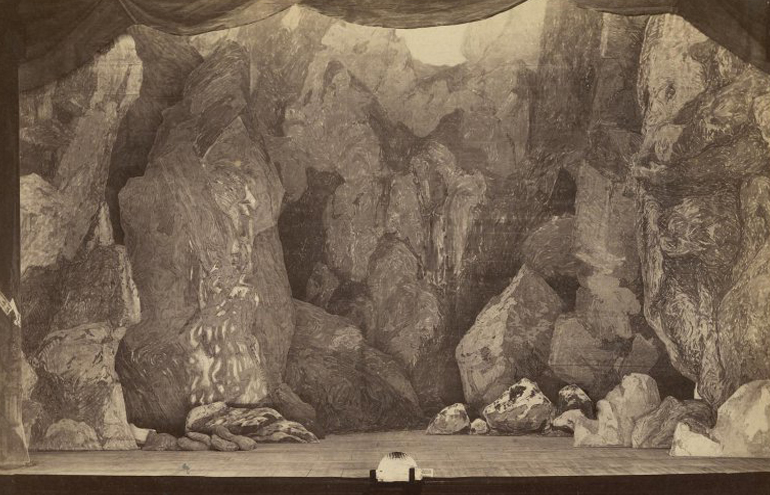
Декорации. «Наль и Дамаянти», 1904

Наль и Дамаянти идут по дремучему лесу. Очень уставшие, они, выйдя на поляну, засыпают. Кали внушает мужчине мысль о том, что Дамаянти нужно бросить для её же блага. Наль так и поступает. Когда Дамаянти просыпается, она не находит Наля. Появляется Кали в образе юноши и предлагает ей свою любовь. Дамаянти взывает к добрым богам, а Кали грозит ей бурей, злыми духами — и сам исчезает. Дамаянти находят небесные духи, которые советуют ей вернуться к своему отцу и там ждать Наля.
К одной из скал прикован Керкота — царь змей. Он страдает от пламени и ждёт своего спасителя, которым, согласно предсказанию, будет Наль. Приходит Наль, мучимый угрызениями совести и сомнениями. Керкота просит Наля выслушать его рассказ и постоять в пламени, которое очистит Наля от его грехов. Царь змей также рассказывает, что был проклят святым отшельником Нервадой, потому что спрятал от гнева Нервады одну змейку. Огонь гаснет, и оковы спадают с Керкоты. Он, изгнав из Наля злого духа, превращает своего спасителя в возничего Вагуку и указывает ему путь к царю Ритуперну, чтобы ожидать там срока искупления. Сам Керкота превращается в змея и исчезает. На площади перед дворцом царя Бимы людям сообщают о победе Бимы над Пушкарой. Дамаянти слышит приближение своего мужа. Наль принимает свой прежний вид.